# Harald Eriksen
Harald Andreas Eriksen (Oslo, 1888. július 3. – Trondheim, 1968. június 1.) olimpiai bajnok norvég tornász.
Az 1906. évi nyári olimpiai játékokon indult tornában és összetett csapatversenyben aranyérmes lett.
Klubcsapata az Oslo Turnforening volt.